# Nijverseel
Nijverseel is een dorp in de Belgische gemeente Opwijk. Het dorp is gelegen op de kruising van de N47 die Dendermonde en Lebbeke met Asse en Brussel verbindt, en de N411, de steenweg die Opwijk met Aalst verbindt.
In de kern van het dorp bevindt zich de Onze-Lieve-Vrouw Middelareskerk. Architect Paul Semal, afkomstig uit Opwijk, tekende in 1937 de plannen waarna de kerk op 30 juli 1939 werd ingehuldigd. Aansluitend op deze kerk liggen de parochiezaal, een kapelaanswoning uit 1952, het Familieheem en een speelpleintje welke het hart van het dorp vormen.
In Nijverseel was een gemeentelijke basisschool (Gemeentelijke Jongensschool 2) en een vrije basisschool 't Luikertje (vroeger van de Congregatie van de zusters van Sint Vincentius a Paulo) gevestigd. De vrije basisschool is nog actief, de voormalige gemeenteschool is gesloten. Voor de gebouwen van die school is in 2008 een beschermingsprocedure opgestart met het oog op een erkenning als monument omdat het als een typisch voorbeeld wordt gezien van een landelijke lagere school uit het interbellum.
De Leirekensroute is een fietsroute langs het voormalige spoorwegtracé van Londerzeel via Opwijk naar Aalst. De belangrijkste straat in Nijverseel is de Nijverseelstraat die dwars door het dorp gaat. Er bevindt zich ook een klein bos genaamd ´Dokkerenbos´.

## Nabijgelegen kernen
Baardegem, Lebbeke, Opwijk, Droeshout